# Vilmos Zombori
Vilmos Zombori, także William Zombory (ur. 11 stycznia 1906 w Timișoarze, zm. 17 stycznia 1993) – rumuński piłkarz, reprezentant kraju grający na pozycji bramkarza.

## Kariera klubowa
Swoją przygodę z futbolem rozpoczął w wieku 13 lat w zespole Chinezul Timișoara. W 1925 dołączył do juniorów FC CFR Timișoara, jednak już rok później był podstawowym bramkarzem Chinezulu. W sezonie 1926/1927 był filarem zespołu, który wygrywał Ligę I. W 1929 kupił go zespół Ripensia Timișoara. W latach 1932/1933 oraz 1934/1935 świętował wraz z klubem tytuł mistrza Ligi I. W sezonie 1933/1934 zdobył Puchar Rumunii. Przez 9 lat wystąpił w 44 spotkaniach i strzelił aż 5 bramek.
W 1938 na rok przeszedł do zespołu ILSA Timișoara. Wybuch II wojny światowej sprawił, że musiał przerwać karierę. W 1945 przyjął go zespół Politehnica Timișoara, w którym w 1947 zakończył karierę piłkarską.
| Sezon   | Klub                  | Kraj    | Rozgrywki | Mecze | Bramki |
| ------- | --------------------- | ------- | --------- | ----- | ------ |
| 1926/27 | Chinezul Timișoara    | Rumunia | Liga I    | 1     | 0      |
| 1927/28 | Chinezul Timișoara    | Rumunia |           |       |        |
| 1928/29 | Chinezul Timișoara    | Rumunia |           |       |        |
| 1929/30 | Ripensia Timișoara    | Rumunia |           |       |        |
| 1930/31 | Ripensia Timișoara    | Rumunia |           |       |        |
| 1931/32 | Ripensia Timișoara    | Rumunia |           |       |        |
| 1932/33 | Ripensia Timișoara    | Rumunia | Liga I    | 11    | 1      |
| 1933/34 | Ripensia Timișoara    | Rumunia | Liga I    | 13    | 1      |
| 1934/35 | Ripensia Timișoara    | Rumunia | Liga I    | 7     | 1      |
| 1935/36 | Ripensia Timișoara    | Rumunia | Liga I    | 8     | 0      |
| 1936/37 | Ripensia Timișoara    | Rumunia | Liga I    | 5     | 2      |
| 1937/38 | Ripensia Timișoara    | Rumunia | Liga I    | 1     | 0      |
| 1938/39 | ILSA Timișoara        | Rumunia |           | 6     | 1      |
| 1945/46 | Politehnica Timișoara | Rumunia |           |       |        |
| 1946/47 | Politehnica Timișoara | Rumunia | Liga II   |       |        |

## Kariera reprezentacyjna
Karierę reprezentacyjną rozpoczął 3 października 1926 w meczu przeciwko Jugosławii, w którym jego zespół wygrał 3:2. W 1934 został powołany przez trenerów Josefa Uridila i Constantina Rădulescu na MŚ 1934 we Włoszech.
Jego reprezentacja poległa w pierwszej rundzie z Czechosłowacją 1:2. Zombori wystąpił w tym spotkaniu jako pierwszy bramkarz. Po raz ostatni w reprezentacji zagrał 1 stycznia 1935 w przegranym 0:4 spotkaniu z Jugosławią. W sumie wystąpił w 6 spotkaniach.
| Mecze i gole w reprezentacji | Mecze i gole w reprezentacji | Mecze i gole w reprezentacji | Mecze i gole w reprezentacji | Mecze i gole w reprezentacji | Mecze i gole w reprezentacji | Mecze i gole w reprezentacji |
| #                            | Data                         | Miasto                       | Przeciwnik                   | Gol                          | Wynik                        | Rozgrywki                    |
| ---------------------------- | ---------------------------- | ---------------------------- | ---------------------------- | ---------------------------- | ---------------------------- | ---------------------------- |
| 1.                           | 03.10.1926                   | Zagrzeb                      | Królestwo SHS                |                              | 3:2                          | towarzyski                   |
| 2.                           | 10.05.1929                   | Bukareszt                    | Jugosławia                   |                              | 2:3                          | Balkan Cup                   |
| 3.                           | 24.09.1933                   | Bukareszt                    | Węgry                        |                              | 5:1                          | towarzyski                   |
| 4.                           | 29.10.1933                   | Berno                        | Szwajcaria                   |                              | 2:2                          | El. MŚ 1934                  |
| 5.                           | 27.05.1934                   | Triest                       | Czechosłowacja               |                              | 1:2                          | MŚ 1934                      |
| 6.                           | 01.01.1935                   | Ateny                        | Jugosławia                   |                              | 0:4                          | Balkan Cup                   |

## Sukcesy
Chinezul Timișoara
- Mistrzostwo Liga I (1): 1926/27

Ripensia Timișoara
- Mistrzostwo Liga I (4): 1932/33, 1934/35, 1935/36, 1937/38
- Puchar Rumunii (2): 1933/34, 1935/36